# Titularbistum Attalea in Lydia
Attalea in Lydia (ital.: Attalea di Lidia) ist ein Titularbistum der römisch-katholischen Kirche.
Es geht zurück auf ein früheres Bistum der antiken Stadt Attaleia in der kleinasiatischen Landschaft Lydien im Westen der heutigen Türkei. Das Bistum gehörte der Kirchenprovinz Sardes an.
| Titularbischöfe von Attalea in Lydia |                              |                                                   |                   |     |
| Nr.                                  | Name                         | Amt                                               | von               | bis |
| 1                                    | Carlo Maria Giuseppe Fornari | emeritierter Bischof von Albenga (Republik Genua) | 18. Dezember 1730 |     |